# Irakli Moiseevich Toidze
Irakli Moiseevich Toidze (Tbilisi, 27 de março de 1902 — Moscou, 1 de abril de 1985) foi um pintor, artista gráfico e ilustrador soviético-georgiano. É conhecido pela criação cartazes militares, sendo "A Pátria Chama!" (russo: Родина-Мать зовёт!) sua obra mais conhecida. Toidze é uma das figuras reconhecidas da arte do realismo socialista stalinista. Foi laureado com quatro Prêmios Stalin.

## Biografia
Toidze nasceu em 27 de março de 1902, em Tblisi, Império Russo. Toidze pintava desde a infância, sendo influenciado e recebendo educação artística de seu pai, o artista e arquiteto Moisey Ivanovich Toidze, que era famoso em toda a Geórgia como um desenhista brilhante. Toidze ilustrou obras de escritores georgianos e trabalhou muito com aquarelas da natureza. Aos dezessete anos, em 1919, ingressou na Sociedade de Artistas Georgianos. Na década de 1920 experimentou o gênero de retratos, principalmente de figuras culturais. Em 1929 ingressou na Associação de Artistas da Geórgia. Seu pai  se tornou o primeiro professor de Irakli Toidze. Ele lecionou no Estúdio de Arte do Povo de seu pai entre 1922–1930. As pinturas de Toidze foram muito apreciadas por Ilia Repin e Máximo Gorki.
Em 1930 ele se formou na Academia de Artes de Tbilisi, criou pinturas temáticas da vida da Geórgia. As primeiras pinturas de Toidze desempenharam um papel significativo no estabelecimento do tema soviético no gênero da vida cotidiana georgiana. Em 1931, Toidze mudou-se para Moscou, onde começou a trabalhar na área de pôsteres e ilustração de livros. Suas ilustrações para o poema de Shota Rustaveli "O Cavaleiro na Pele de Pantera" são distinguidas pelo poder heroico e dramático das imagens.
Durante a Grande Guerra Patriótica, Toidze criou diversos pôsteres de guerra soviéticos, que eram muito populares e eram divulgados em grande número. Como "Sob a bandeira de Lênin — Avante para o Ocidente!" (Под знаменем Ленина — вперёд на Запад!, 1941), "Pela Pátria!" (За Родину-мать!, 1943), "Vamos libertar a Europa das cadeias da escravidão fascista!" (Освободим Европу от цепей фашистского рабства!, 1945), e o mundialmente conhecido "A Pátria Chama!" (Родина-Мать зовёт!, 1941).

## A Pátria Chama

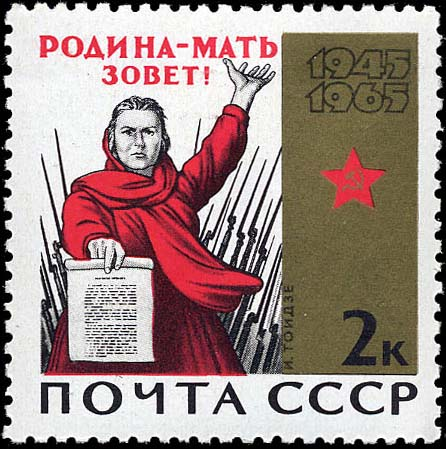
"A Pátria Chama" em um selo postal da URSS (1965)

O pôster de 1941 — "A Pátria Chama!" — tornou-se mundialmente famoso. Foi criado em 1941, provavelmente no final de junho. A data exata de criação é desconhecida e é um assunto de debate. Irakli Toidze surgiu com a ideia do pôster quando sua esposa, Tamara Fyodorovna, correu para a sua oficina com as palavras: "Guerra!". Em poucos minutos, o artista fez o primeiro esboço. Uma semana após o início da guerra, apareceu este famoso cartaz, publicado em milhões de exemplares em todas as línguas dos povos da URSS. Nele, o artista apresentou com talento uma imagem generalizada da Pátria repleta de romance. A principal influência desse pôster está no conteúdo psicológico da própria imagem — na expressão do rosto agitado de uma simples mulher russa, em seu gesto convidativo.
Como o próprio artista admite, a ideia de criar uma imagem coletiva de uma mãe pedindo ajuda aos filhos surgiu por acaso. Ouvindo a primeira mensagem do Bureau de Informações Soviético sobre o ataque da Alemanha Nazista à URSS, a esposa de Toidze correu para sua oficina gritando "Guerra!". Impressionado com a expressão em seu rosto, o artista ordenou que sua esposa congelasse e imediatamente começou a esboçar a futura obra-prima. A imagem da Pátria está obviamente ligada à imagem da Mãe Rússia, que foi amplamente utilizada para propaganda durante a Primeira Guerra Mundial e a Guerra Civil Russa. Toidze colocou Rustaveli de lado e imediatamente começou a desenhar a carvão. A esposa posou por várias horas e ele pintou uma versão após a outra. O pôster ficou pronto no dia seguinte. Toidze visivelmente “envelheceu” a sua esposa durante o processo da obra. A imagem generalizada da mãe é uma mulher de cabelos grisalhos com mãos fortes e laboriosas. A face da Pátria no pôster de Toidze não é desprovida de severidade e expressão de alarme. De acordo com as leis da cultura de massa, a imagem icônica deveria evocar associações com assuntos familiares.
Stalin gostou do pôster. A primeira tiragem do pôster ultrapassou um milhão. Isso foi seguido por um pedido de Stalin para imprimir mais uma tiragem de 5 milhões de cópias e enviá-las a todos os comitês partidários da cidade e distrito e escritórios de alistamento militar em pacotes secretos com a inscrição "Aberto por encomenda especial", isso apenas nas primeiras semanas da guerra.
A Pátria usa um vestido vermelho largo jogado sobre os ombros. Um desenho realista do figurino apenas desviaria da essência do pôster, da mensagem principal. O vermelho é uma bandeira, esta é a única maneira que os contemporâneos perceberam a metáfora de Toidze. Na mão direita, a mãe segura uma folha com as palavras do juramento militar:

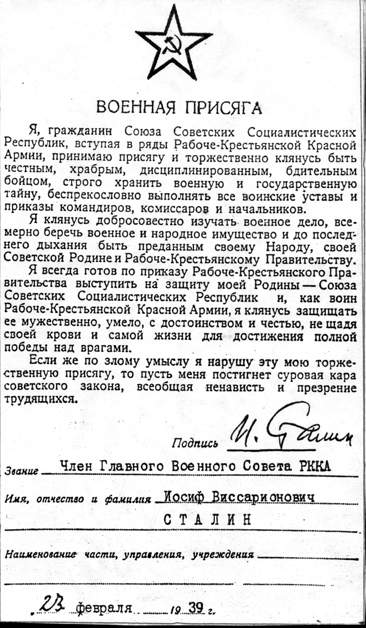
Juramento militar da União Soviética assinado por Josef Stalin em 23 de fevereiro de 1939

“Eu, um cidadão da União das Repúblicas Socialistas Soviéticas, ingressei nas fileiras do Exército Vermelho, o Exército Vermelho de Trabalhadores e Camponeses. Juro ser um combatente honesto, corajoso, disciplinado e vigilante, manter estritamente os segredos militares e de Estado, cumprir incondicionalmente todos os regulamentos e ordens militares dos comandantes e chefes sem contradições.
Juro estudar cuidadosamente a guerra, para proteger a propriedade militar e pública e para servir meu povo, minha pátria soviética e o governo dos trabalhadores e camponeses fielmente até o último suspiro.
Estou sempre pronto para defender minha pátria, a União das Repúblicas Socialistas Soviéticas, por ordem do Governo Operário-Camponês. Como soldado do Exército Vermelho, o exército dos trabalhadores e camponeses, juro defendê-lo com coragem, habilidade, dignidade e honra e não poupar meu sangue e até minha vida até que tenha derrotado completamente o inimigo.
Se, por intenção maliciosa, eu violar este meu juramento, então deixe que a punição da lei soviética, o ódio geral e o desprezo dos trabalhadores caia sobre mim.”
– Juramento de Fidelidade Soviético

Я, гражданин Союза Советских Социалистических Республик, вступая в ряды Рабоче-крестьянской Красной Армии, принимаю присягу и торжественно клянусь быть честным, храбрым, дисциплинированным, бдительным бойцом, строго хранить военную и государственную тайну, беспрекословно выполнять все воинские уставы и приказы командиров и начальников.
Я клянусь добросовестно изучать военное дело, всемерно беречь военное и народное имущество и до последнего дыхания быть преданным своему Народу, своей Советской Родине и Рабоче-крестьянскому Правительству.
Я всегда готов по приказу Рабоче-крестьянского Правительства выступить на защиту моей Родины - Союза Советских Социалистических Республик è, как воин Рабоче-крестьянской Красной Армии, я клянусь защищать её мужественно, умело, с достоинством и честью, не щадя своей крови и самой жизни для достижения полной победы над врагами.
Если же по злому умыслу я нарушу эту мою присягу, то пусть меня постигнет суровая кара советского закона, всеобщая ненависть и презрение трудящихся.

– Советская Военная Присяга
O artista complementou a composição com o slogan — em grandes letras vermelhas sobre fundo claro: “A PÁTRIA CHAMA!"
A imagem da "Pátria" mais tarde se tornou uma das imagens mais difundidas da propaganda soviética. Numerosas interpretações da imagem e paródia deste cartaz são conhecidas nas artes plásticas, escultura, arte popular, publicidade. A composição artística do pôster é semelhante a obras como o pôster soviético "Você está entre os voluntários?" (1920) de Dmitry Moor, o pôster estadunidense "I Want You for U.S. Army (1917) de James Montgomery Flagg, bem como a pintura francesa "A Liberdade guiando o povo" (1830) de Eugène Delacroix, onde o autor retratou o símbolo nacional da França, Marianne.
As obras de Toidze distinguem-se por um desenho forte e confiante, uma composição claramente verificada, a cor das suas obras é sempre contida e racional, o vermelho é frequentemente utilizado, o que, em combinação com o branco e o preto, confere às suas obras um dramatismo acrescido. Nos cartazes do pós-guerra, o artista não muda de estilo, continua a trabalhar na corrente principal do realismo socialista, às vezes recorrendo a uma paleta multicolorida.

## Prêmios e honrarias
- Prêmio Stalin de segundo grau (1941) – pelas ilustrações do livro de Shota Rustaveli "O Cavaleiro na Pele de Pantera" (1937);
- Prêmio Stalin de primeiro grau (1948) – pela pintura "Discurso de J. V. Stalin na reunião cerimonial dedicada ao 24.º aniversário da Grande Revolução Socialista de Outubro"[nt 4] e pelo retrato de J. V. Stalin ;
- Prêmio Stalin de segundo grau (1949) – pelas ilustrações do livro "Antologia da Poesia Georgiana";
- Prêmio Stalin de terceiro grau (1951) – por uma série de ilustrações do livro "História da Geórgia" (1950);
- Artista Honorário da RSFSR (1951);
- Ordem da Bandeira Vermelha do Trabalho;
- Artista do Povo da SSR da Geórgia (1980)
- Cidadão honorário de Tbilisi (1982);

### Medalhas
- Medalha do Jubileu "Em Comemoração ao 100.º Aniversário do Nascimento de Vladimir Ilitch Lenin"
- Medalha "Pelo Trabalho Valente na Grande Guerra Patriótica 1941–1945"

## Galeria

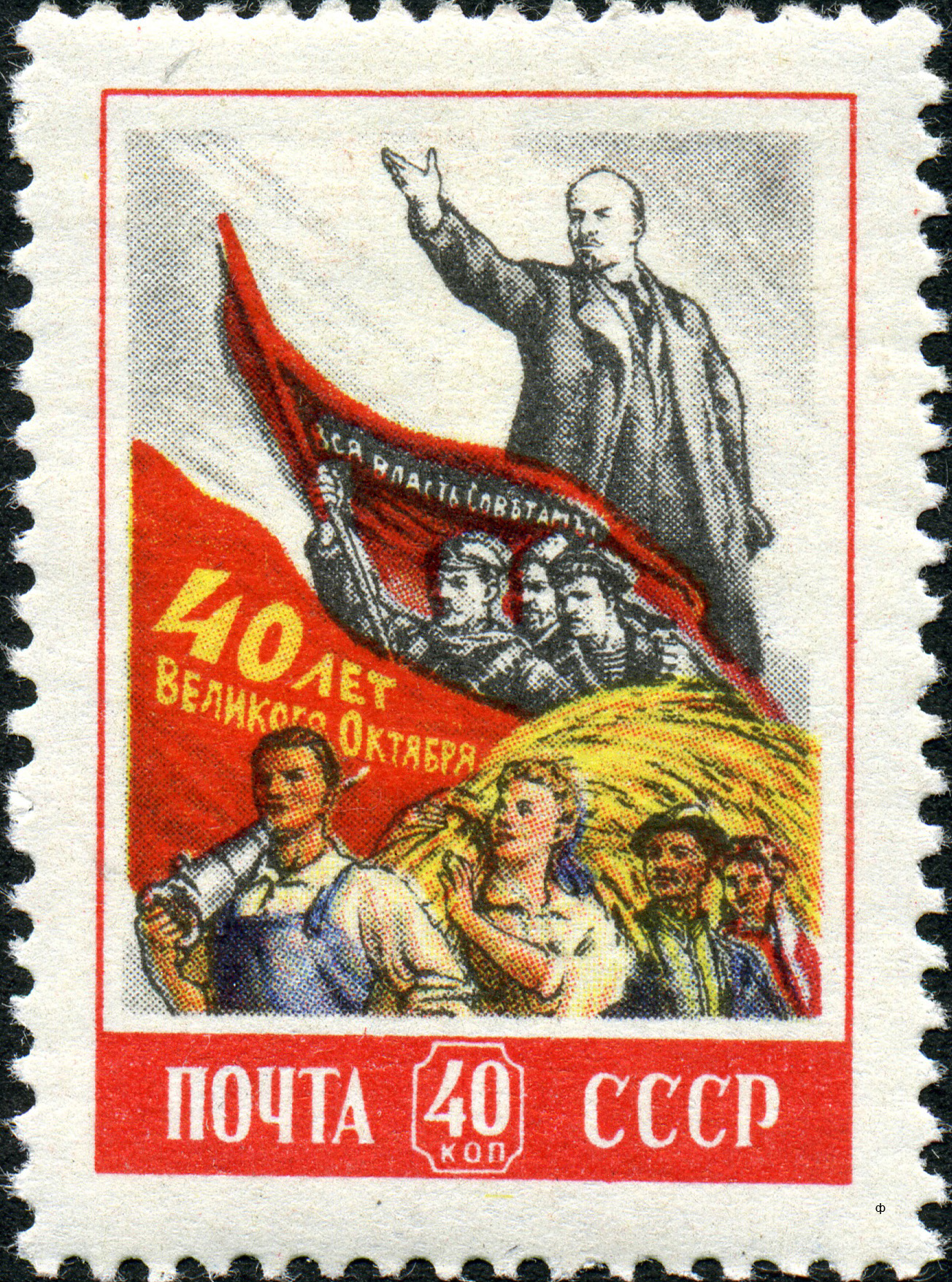
Selo da União Soviética, 40.º aniversário da Revolução de Outubro (1957)
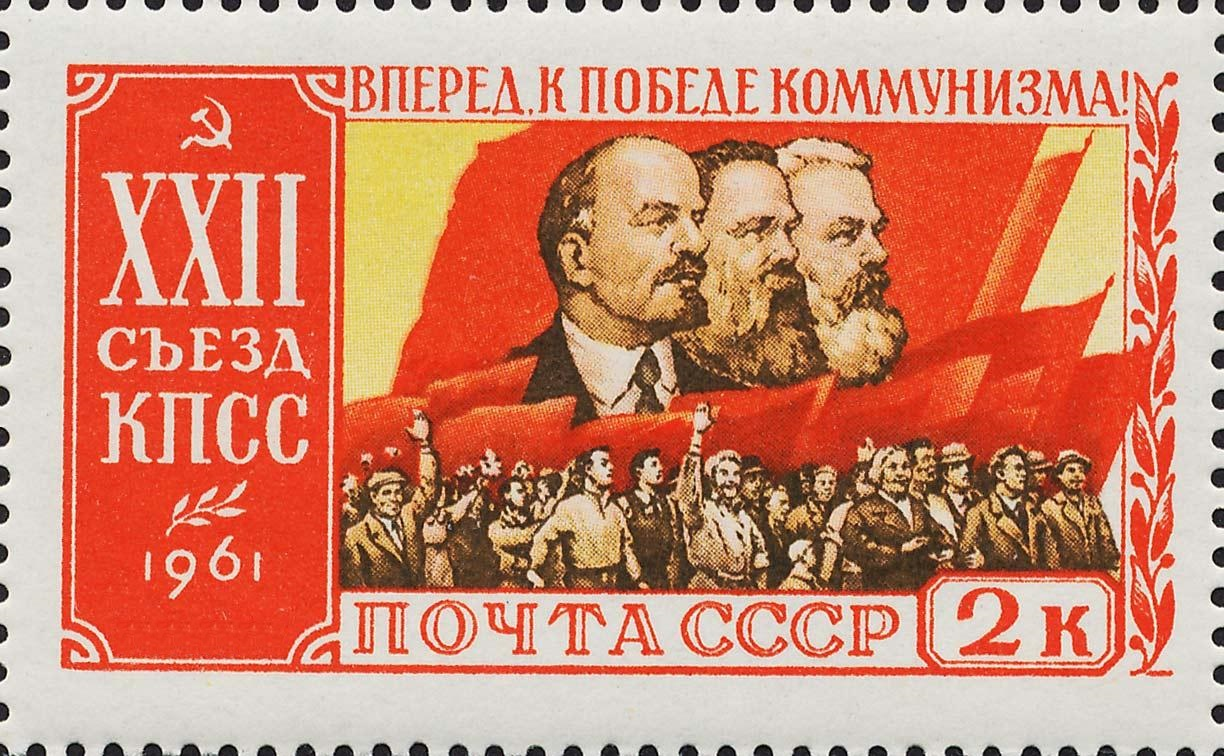
Selo da União Soviética, XXII Congresso do CPSU (1961)
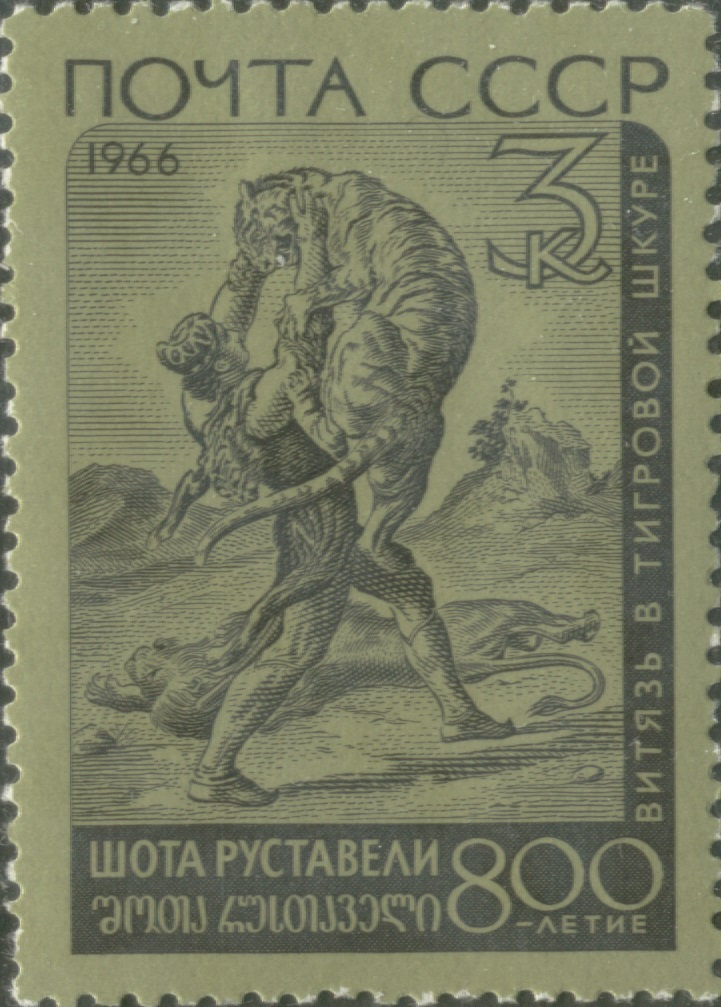
800 anos desde o nascimento de Shota Rustaveli (1966)
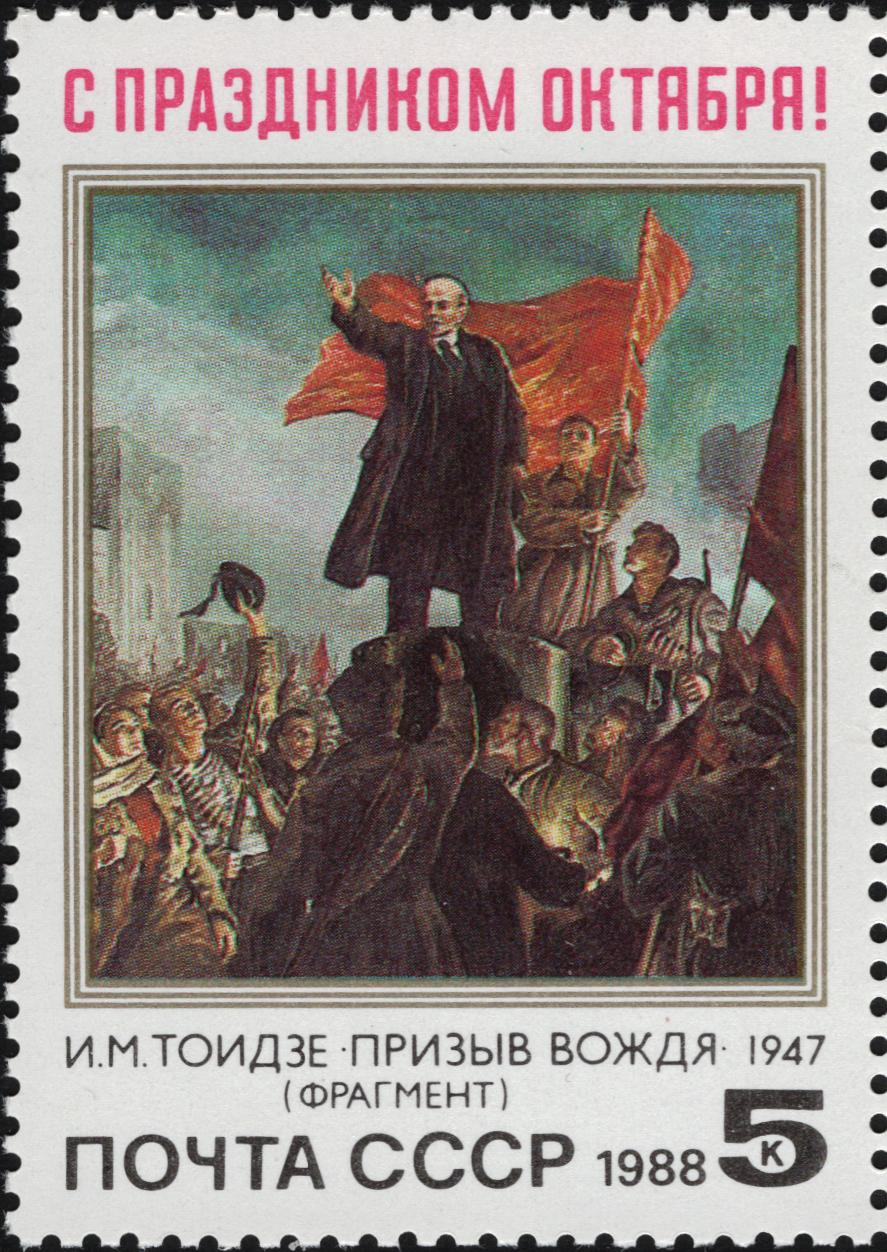
Selo da União Soviética (1988)